# Futebolista

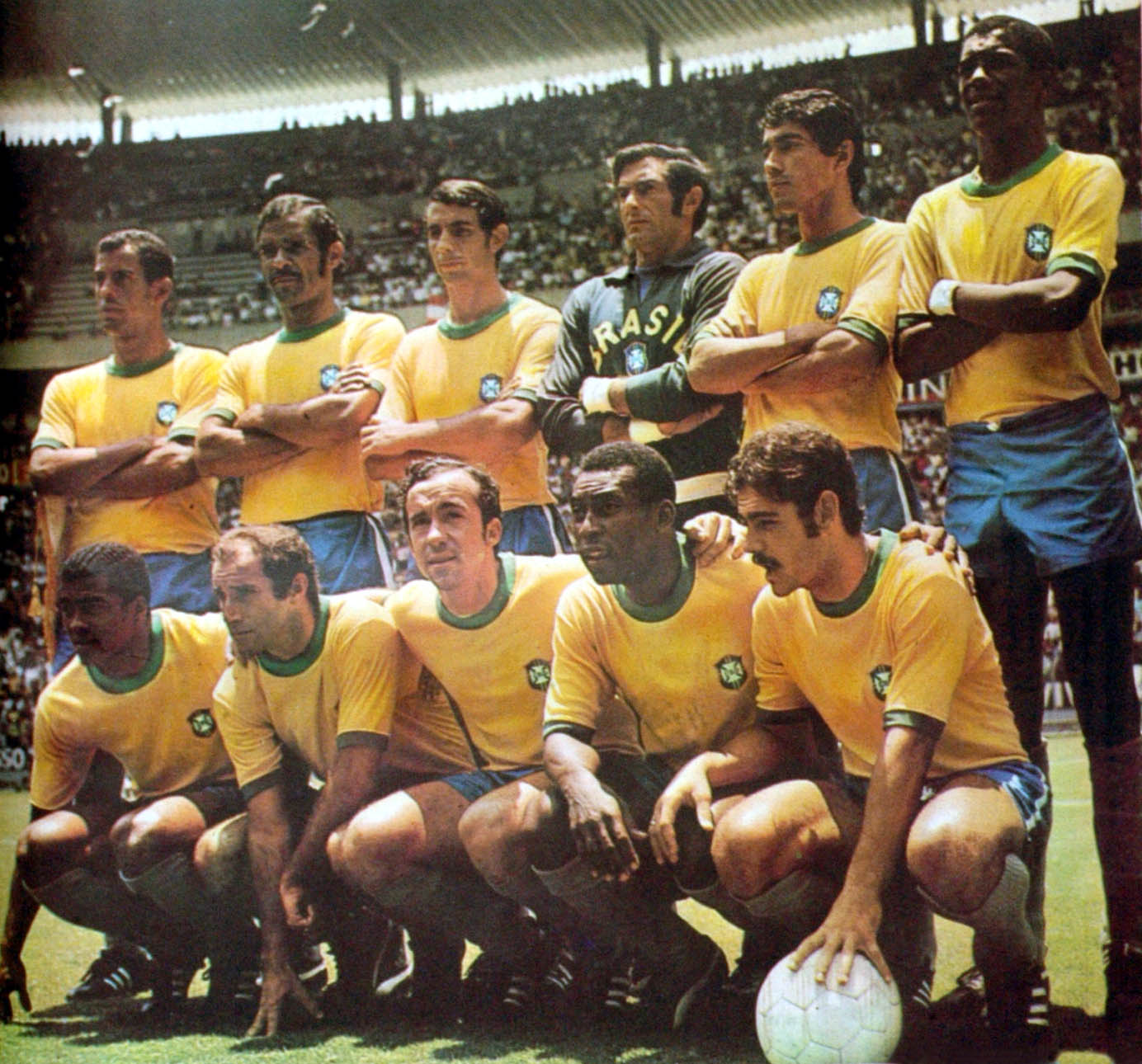
Seleção Brasileira de 1970

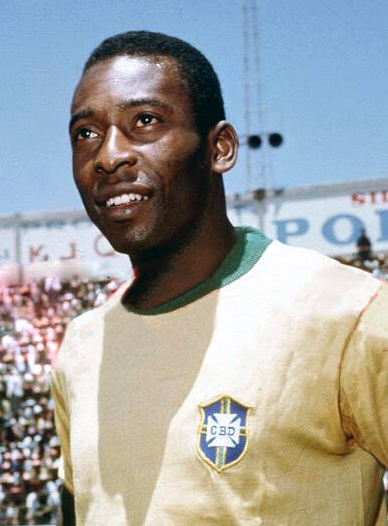
Com a revisão do Ballon d'Or que somente premiava europeus até 1995, Pelé se tornou o maior vencedor do Ballon d'Or com sete premiações.

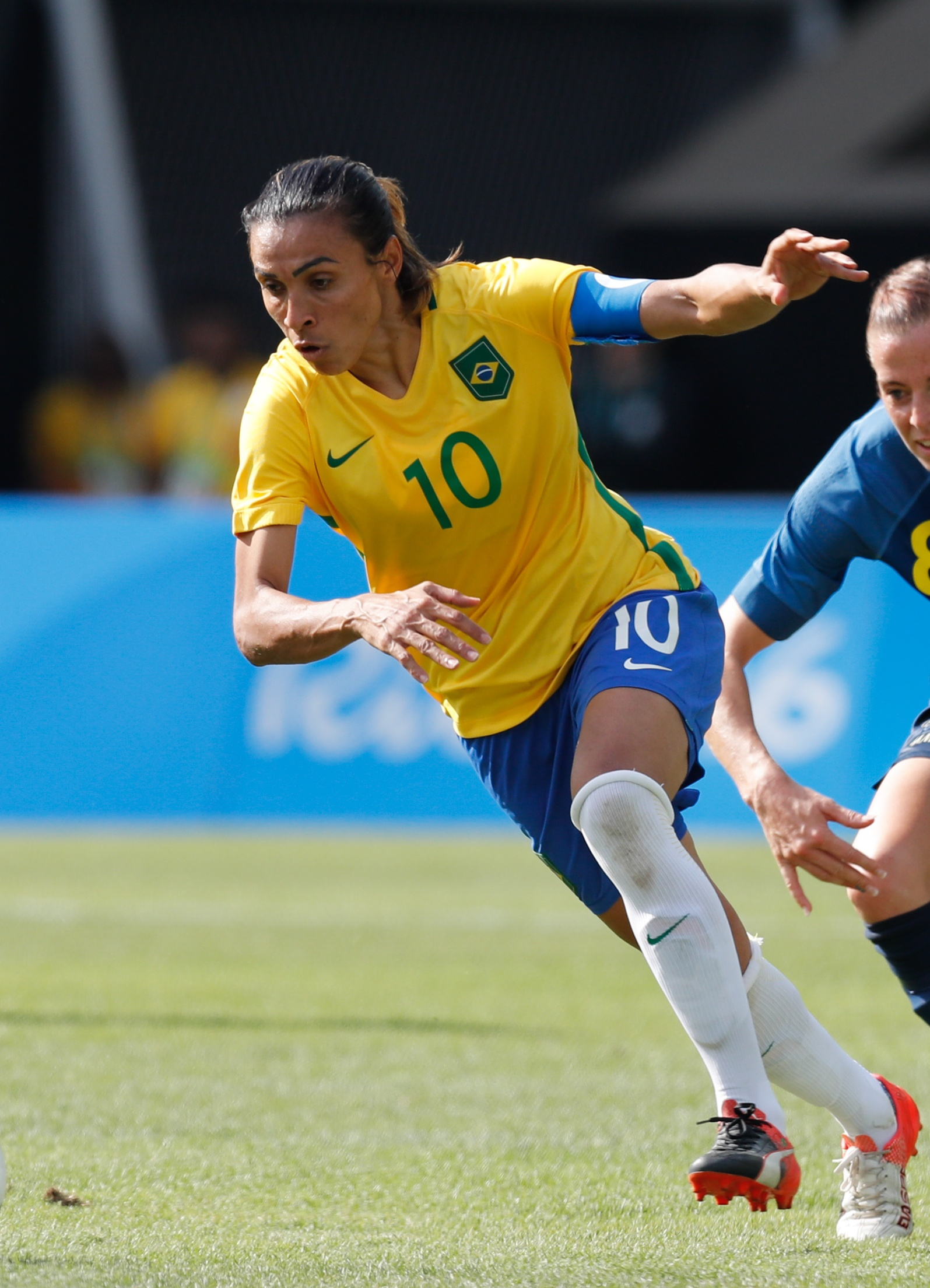
A jogadora Marta já foi escolhida como a melhor futebolista do mundo por seis vezes, sendo cinco de forma consecutiva. Um recorde não apenas entre mulheres, mas também entre homens.

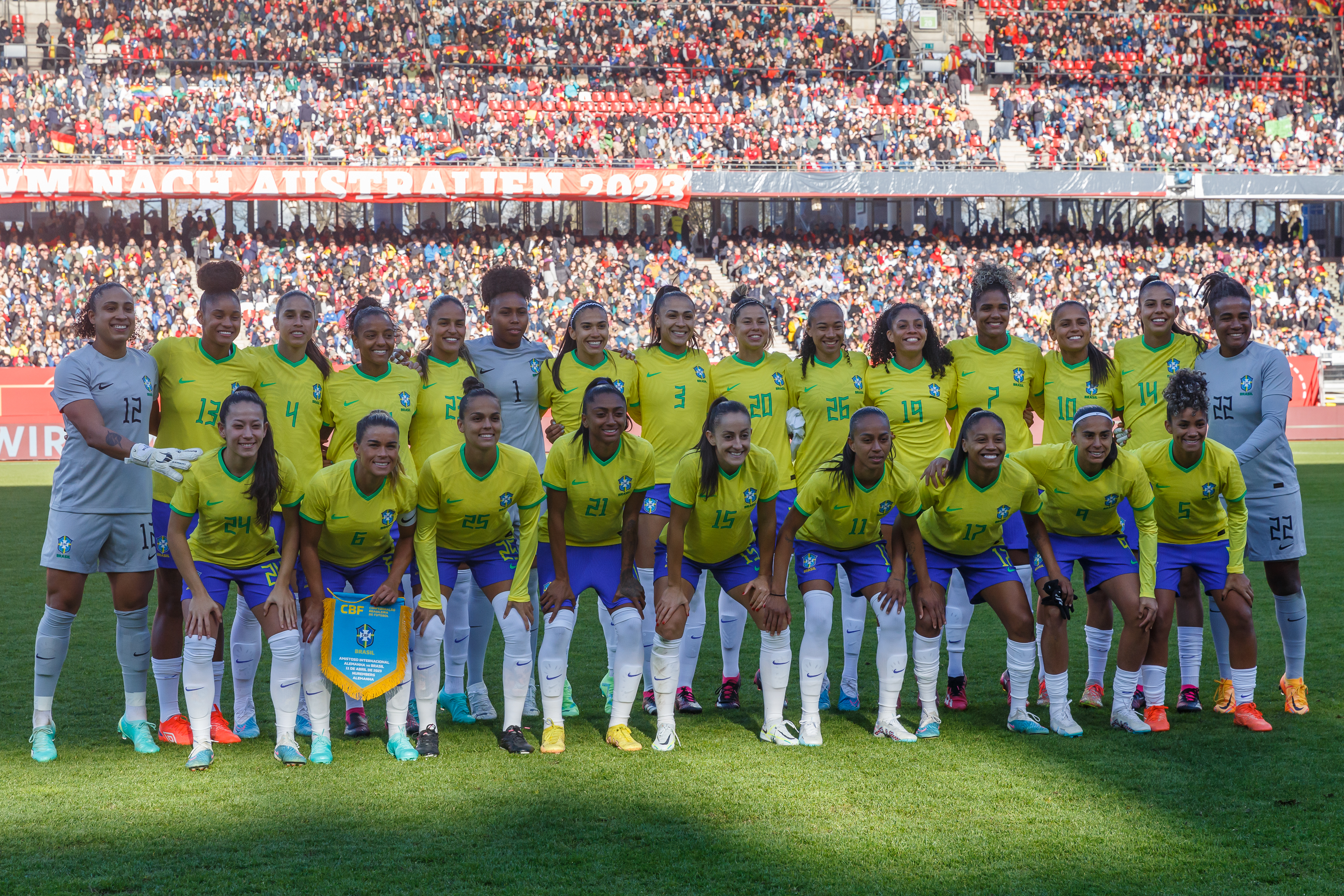
Seleção Brasileira Feminina em 2023

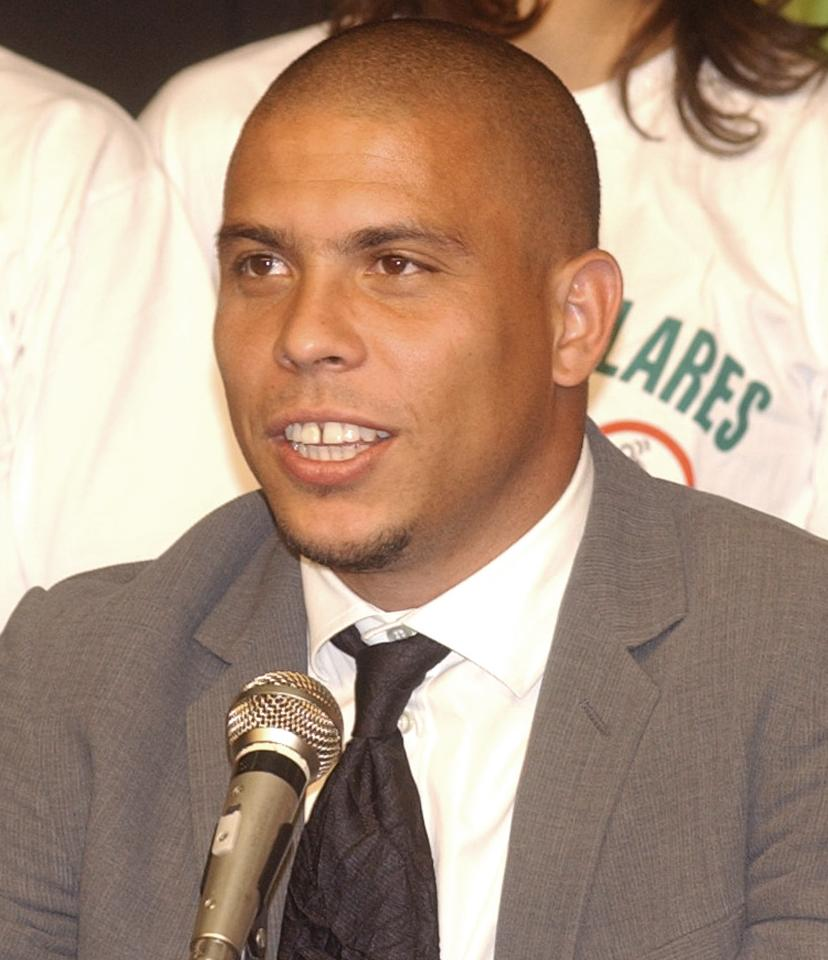
Ronaldo foi o primeiro jogador a ser eleito por três vezes o melhor do mundo pela FIFA.

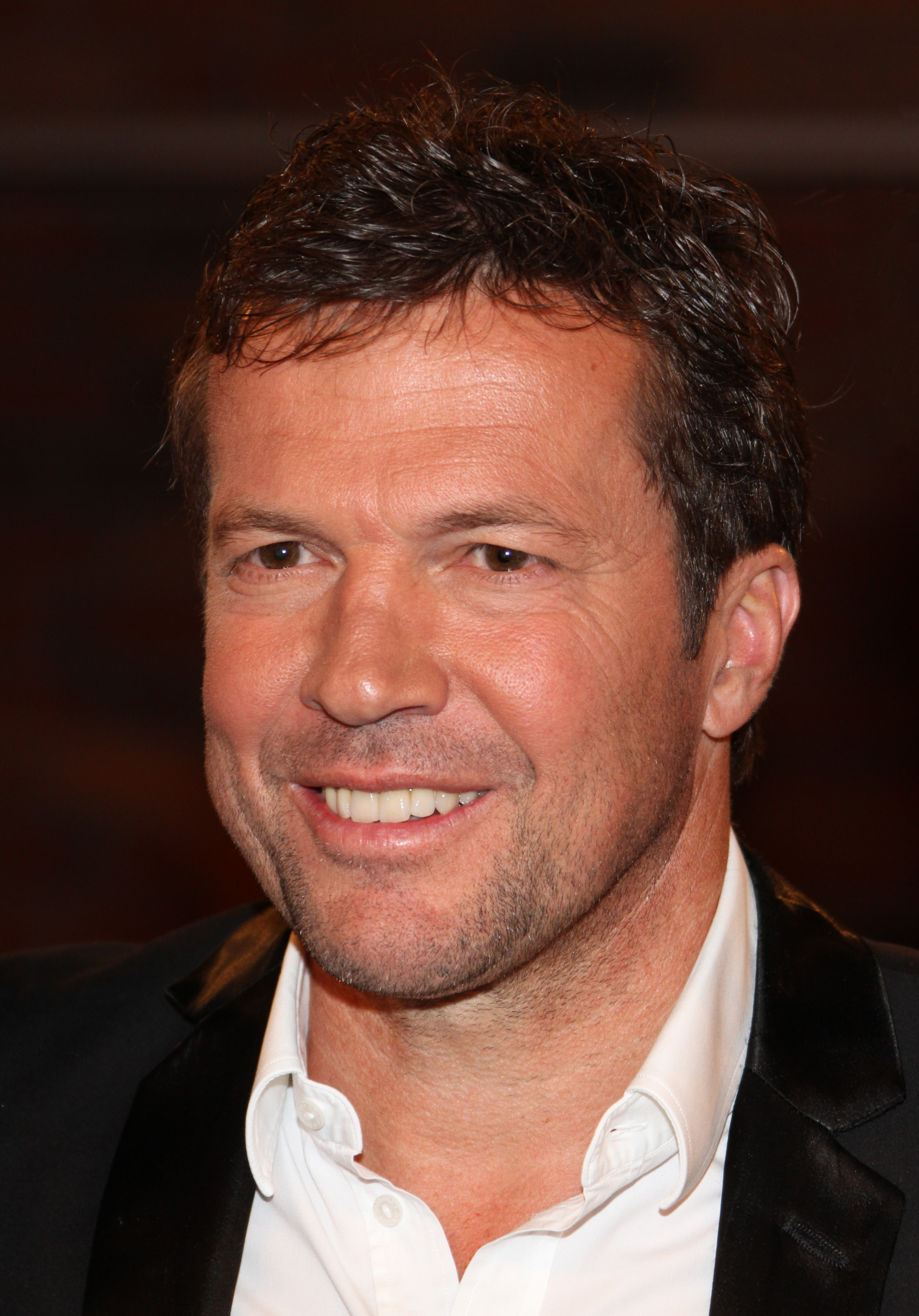
Lothar Matthäus foi o primeiro jogador a ser eleito o melhor do mundo pela FIFA, em 1991.

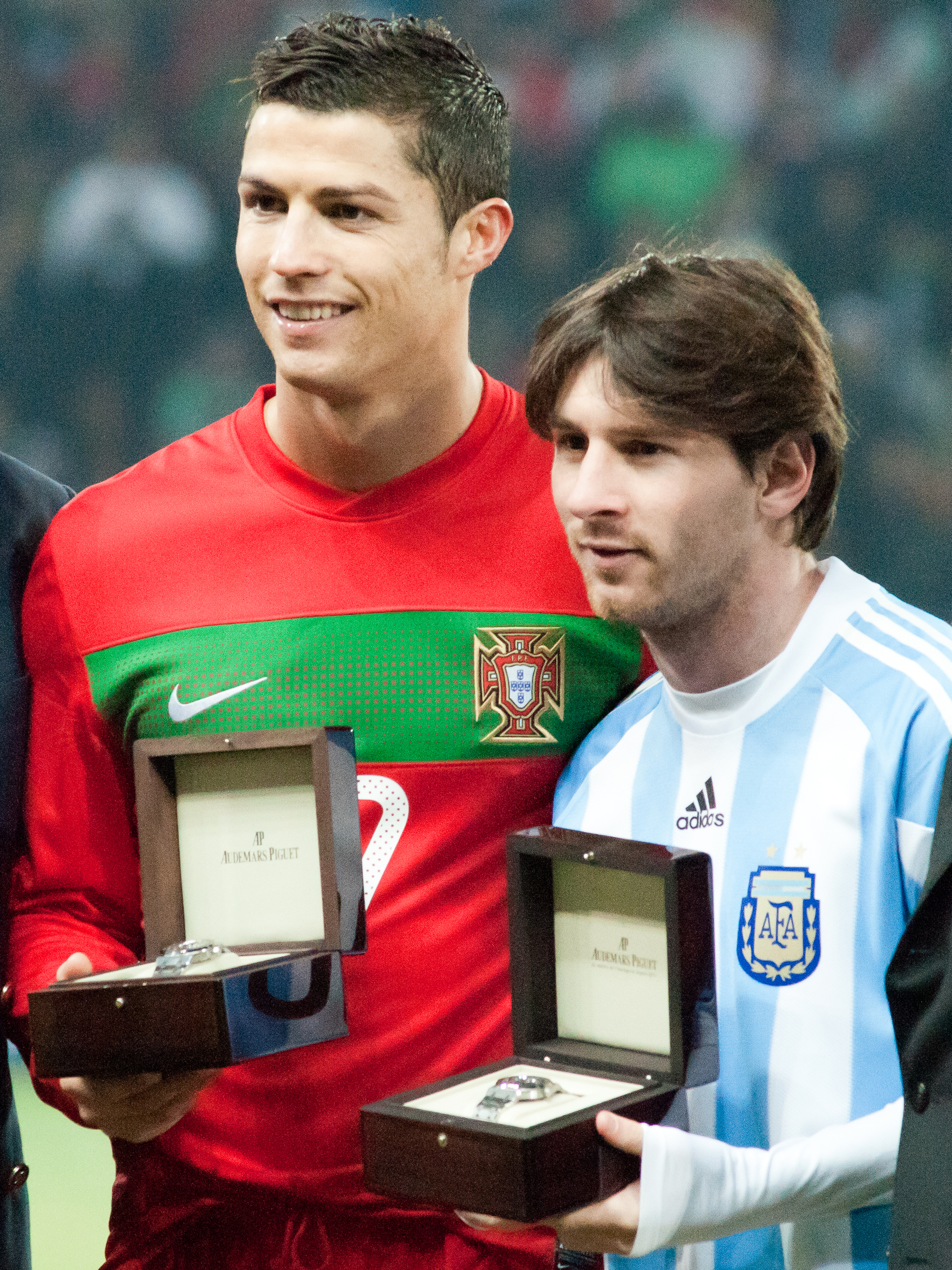
Cristiano Ronaldo e Lionel Messi vem protagonizando o prêmio de melhor do mundo desde 2008.

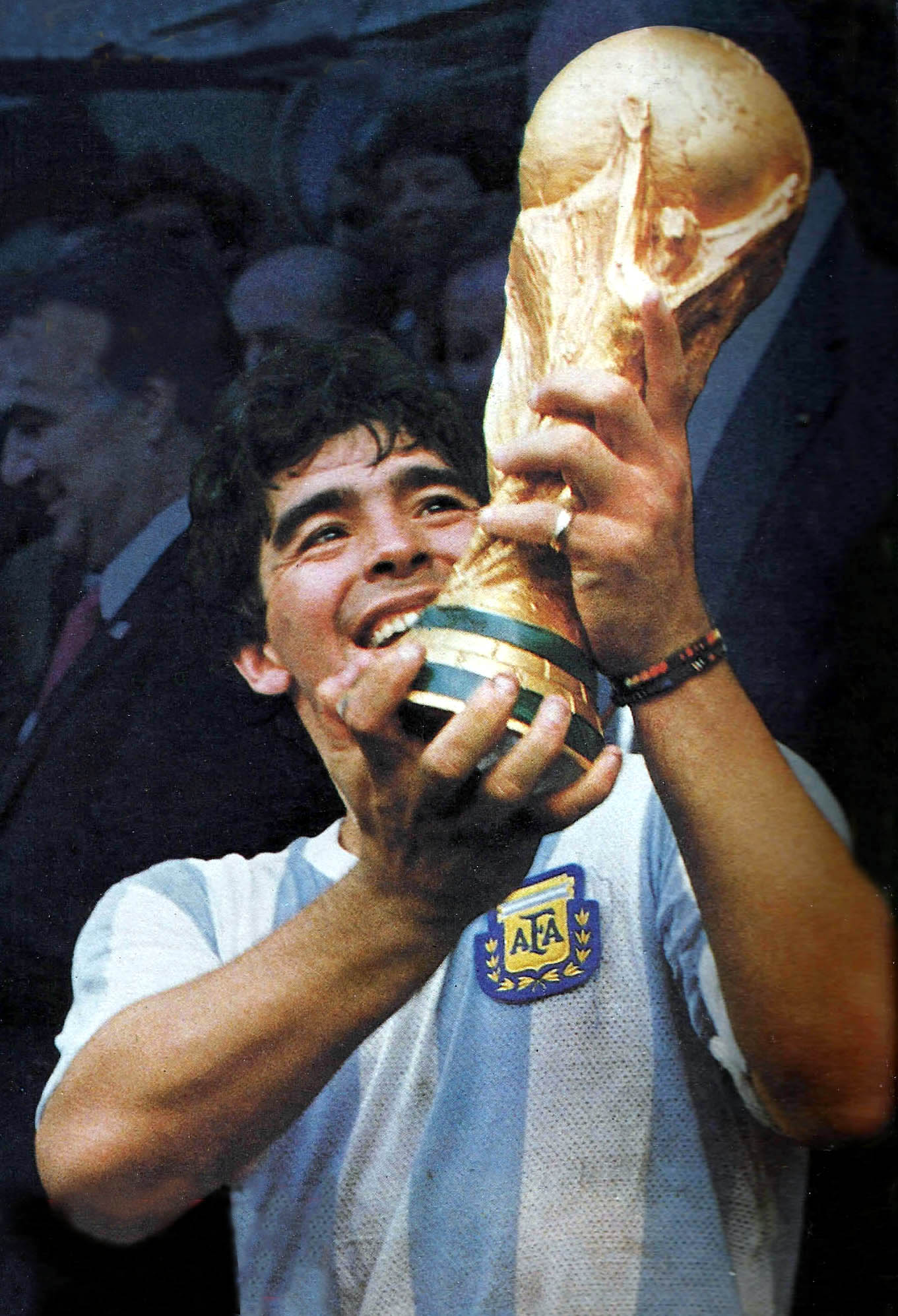
Diego Maradona recebendo a taça da Copa do Mundo de 1986, com a revisão do Ballon d'Or, Maradona recebeu duas premiações.

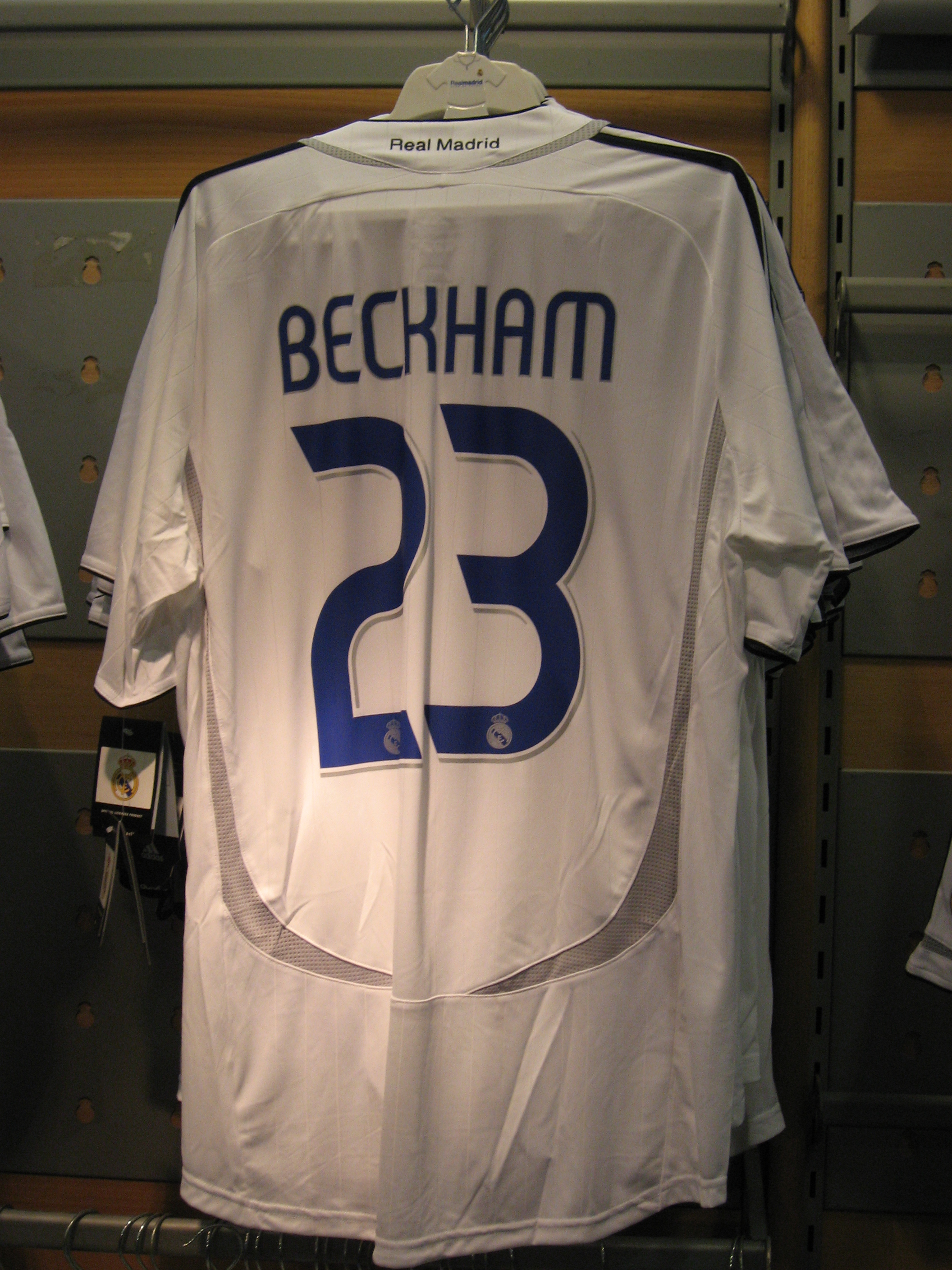
A venda de camisas com nome e número dos jogadores é uma grande fonte de arrecadação.

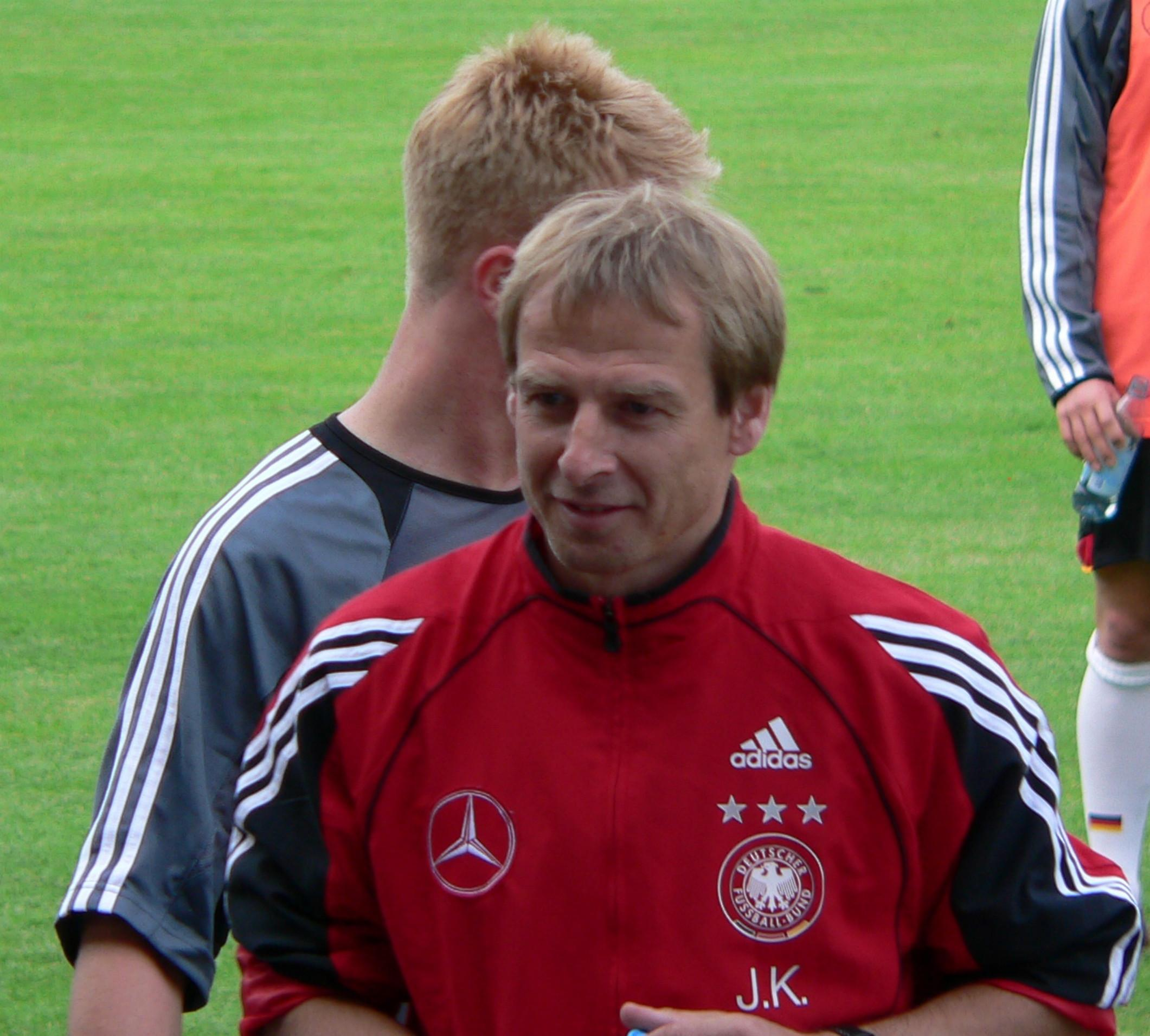
Jürgen Klinsmann atuou como jogador e foi técnico da Alemanha.

O jogador(a) de futebol, ou futebolista, é um(a) atleta profissional de futebol, cuja prática deste desporto é a sua fundamental função. Estes trabalhadores são contratados por clubes de futebol e, devido ao desgaste físico e mental provenientes do trabalho de atleta, suas carreiras são de curta duração. Tendo surgido como emprego apenas para homens, mais recentemente as mulheres também têm tido acesso à profissão de futebolista, na categoria denominada como futebol feminino.

## Perfil físico
Um jogador profissional precisa ter força para suportar colisões com seus adversários, resistência cardiorrespiratória, flexibilidade e muita coordenação motora. Em média, um futebolista dá 60 arrancadas por jogo, onde ele é capaz de correr 35 metros em 4,3 segundos, numa velocidade média de 29 km/h. Nos jogos, os batimentos cardíacos passam dos 60 batimentos por minuto quando em repouso, para 120 e pode chegar até 180 no auge da disputa. Além disso, os jogadores de futebol têm entre 10% e 13% de percentual de gordura corporal (A Organização Mundial da Saúde recomenda que o percentual dos homens seja de 18%).
Segundo um levantamento feito por Turíbio Leite de Barros Neto, fisiologista do São Paulo, os laterais e meias são mais exigidos em relação à resistência física, pois percorrem, em média, 12 quilômetros numa partida contra os 8 quilômetros de atacantes e zagueiros. Por outro lado, beques e candidatos a artilheiros dão quase 50% a mais de piques curtos, em que o fundamental é a força muscular, justamente a aptidão física perdida mais cedo pelo corpo humano.

## Carreira

### Aprendizagem
A aprendizagem da prática do futebol é dada de forma amadora, ainda na infância ou adolescência. O local apropriado para a primeira prática é variado, podendo ser tanto em casa, quanto em quadras e campos, ou mesmo na rua e na praia. Pode tornar a figura de colega na aprendizagem os amigos, vizinhos, parentes etc. do jovem. Há também escolinhas de futebol, que através de professores e/ou orientadores, iniciam crianças neste esporte, dando oportunidade de realizar jogos e treinamentos para aprimorar os fundamentos e habilidades.
Nesta época, o jovem ainda não possui definição sobre a sequência de uma eventual carreira profissional. Trata-se apenas de divertimento que, aos poucos, cria um elo de paixão pelo esporte. A prática precoce do futebol, bem como qualquer outro desporto, tem a função social de integrar grupos distintos e afastar os jovens da criminalidade.

### Entrada em clube
A partir da pré-adolescência, já é possível ingressar nas divisões de base dos clubes profissionais. São realizados testes e, com a aprovação, há ingresso em uma determinada categoria de acordo com cada faixa etária. No Brasil, as categorias são divididas em fraldinha (7 a 9 anos), dente de leite (10 a 11 anos), pré-mirim (11 a 12 anos), mirim (12 a 13 anos), infantil (14 a 15 anos), infanto-juvenil (15 a 16 anos), juvenil (17 a 18 anos) e júnior (17 a 20 anos). Logo, os jogadores são moldados com treinamentos aprofundados, definições das posições que exercerão e participação em campeonatos contra outros clubes.
Fortes são as cobranças por alto desempenho e resultado. A cada troca de categoria, alguns atletas são dispensados por insuficiência técnica, ou mesmo, pedem para deixar o clube, por não conseguirem conciliar a vida pessoal com a de jogador. Portanto, nem todos aqueles que ingressam nas divisões de base dos clubes de futebol alcançam o profissionalismo. Embora a última faixa etária nas divisões de base seja a de 20 anos, é comum que futebolistas mais novos já ingressem o plantel profissional de um clube ainda mais jovens.

### Profissionalismo

#### Contrato
O primeiro contrato profissional pode ser assinado, de acordo com as normas da FIFA, aos 16 anos de idade. Sua duração máxima é de cinco anos e mínima, de três meses. Entretanto, o contrato é apenas um vínculo entre o futebolista e o clube, não garantido o acesso imediato ao elenco principal da equipe. O contrato, que deve ter cláusula penal para o precoce rompimento, qualifica ao clube os direitos federativos (“vínculo esportivo”, pela doutrina) para inscrever o futebolista nas competições oficiais e determinar, com o consentimento do contratado, seu destino profissional durante a vigência do mesmo. Há também os direitos econômicos, que dizem respeito à quantia equivalente em caso de negociação com valores pecuniários para algum outro clube. Normalmente, os clubes detêm o total dos direitos econômicos, muito embora seja comum serem negociadas futuras porcentagens para parceiros ou mesmo para o próprio futebolista.
Com a assinatura do contrato, o clube passa a ter a obrigação de pagar salários mensalmente ao futebolista, que tem todos os direitos laborais semelhantes às outras profissões. Em grandes clubes, os salários dos jogadores costumam ser bastante elevados. Desta forma, numa tentativa de diminuir os impostos e encargos, é realizada uma divisão na cota de pagamento, sendo determinado um valor na carteira de trabalho, outro — superior — para os chamados direitos de imagem e, uma terceira possibilidade, os direitos de arena. Os direitos de imagem, personalíssimos, são concedidos ao clube ou terceiro, garantindo ao jogador certa quantia financeira a ser paga pelo concessionário. Já os direitos de arena (regidos pela Lei Pelé no Brasil) dizem respeito à participação do atleta em cotas recebidas pelo clube através da venda da transmissão dos jogos em que esteja presente.

#### Integração ao elenco profissional
A partir do momento em que o futebolista é integrado ao elenco profissional de um clube, ele passa a realizar treinamentos nos períodos pré-determinados pelo treinador da equipe, atuar nas partidas em que for escalado, realizar viagens para os compromissos do clube e ficar recluso às vésperas dos jogos nas chamadas concentrações. Com o profissionalismo, encerram-se as divisões de faixas etárias e, assim, os jogadores passam a conviver a todo momento com outros atletas de idades superiores e inferiores a sua.
Em campo, o futebolista deve zelar pelo cumprimento das regras do futebol, podendo ser advertido em caso contrário. Todos são passíveis de punição individual, inclusive, para o uso de substâncias proibidas, o doping. O objetivo principal do jogador é obter vitórias, através de gols, e ser campeão dos torneios disputados pelos clubes. Contudo, por conta da competitividade existente no esporte, nem sempre as metas são alcançadas, sendo sua participação nos compromissos fundamental para a qualificação de seu trabalho.
Os jogadores com melhor desenvolvimento podem ser convocados a atuar pelas suas respectivas seleções nacionais de futebol. Escolhidos pelo treinador de cada seleção, os futebolistas participam de jogos amistosos e torneios com a camisa de seu país. Alguns atletas naturalizam-se para poderem atuar por outras nações que tenham mais afinidades. Os jogadores das seleções não são assalariados, porém, podem receber quantias decorrentes de premiações.

#### Convívio com lesões
O futebol dá aos jogadores uma grande incidência de contato físico, o que pode acarretar um grande número de contusões durante a carreira. O desgaste físico também é outro fator que contribui para as lesões. Os tipos mais comuns de machucados na carreira do futebolista são distensões no tornozelo e nos músculos da perna, fratura de ossos e lesões nos joelhos e na cabeça. Uma das tentativas de diminuir os índices de contusões dá-se pelo alongamento dos músculos antes do início das atividades físicas.
As lesões são tão constantes que a maioria dos clubes profissionais possui um departamento médico próprio para tratar seus atletas. Em casos graves, os futebolistas são submetidos à cirurgia e acompanhamento fisioterapêutico. Todavia, ainda existem ocasiões em que o futebolista foi obrigado a interromper precocemente a carreira devido à falta de condições físicas após uma lesão.

#### Comunicação e mercado
Nos grandes clubes, os futebolistas passam a ser pessoas com forte contato com o público, logo, podem tornar-se celebridades. Desta forma, são alvos de ações de marketing  das equipes que defendem e, também, de outras empresas. A partir do final da década de 1990, passou a ser comum assistir jogadores de futebol famosos realizando comerciais e campanhas publicitárias.
Outra ferramenta que se tornou frequente para os futebolistas mais bem pagos é o lançamento de seus próprios negócios. Boates, restaurantes e grifes de roupas são alguns dos mais comuns ramos adotados pelos jogadores mais ricos.

#### Clubes menores
A realidade dos futebolistas de clubes menores é completamente distinta da dos famosos. Nesse caso, muitos profissionais recebem baixos salários e são obrigados a exercer um segundo emprego para poderem se sustentar. Muitos, inclusive, não passam pelo processo de aperfeiçoamento das divisões de base dos grandes clubes, iniciando, em alguns casos, sua carreira com mais idade do que o comum.
Os índices apontam que os futebolistas, nestas situações, são a maioria ao redor do mundo. No Brasil, estima-se que apenas 3% dos jogadores recebam mais de dez salários mínimos.

#### Auge
Conforme um estudo da Pluri Consultoria, um atleta profissional de futebol atinge o auge de sua performance aos 27,5 anos. Por conta disso, em média, o jogador atinge o valor máximo de mercado aos 22,9 anos, já que os clubes investem neste jogador para que daqui alguns anos tenham este jogador no auge.

#### Fim de carreira
O final da carreira de um futebolista dá-se em meados de sua terceira década de idade. Com a diminuição de sua potência física com o passar do tempo, entre 33 e 38 anos, muitos jogadores param de atuar profissionalmente. No entanto, muitos são os registros de futebolistas que encerraram a carreira mais cedo ou mais tarde da faixa etária aqui estipulada. Com o desenvolvimento enquanto jogador, muitos que atuaram em grandes clubes chegaram a receber salários que pudessem lhe garantir uma boa qualidade de vida por um largo período da fase pós-atleta.
Após encerrar as atividades de jogador, grande parte abandona completamente o meio esportivo. No entanto, outra parcela ainda segue participando do cotidiano do futebol. Grande parte dos treinadores são ex-futebolistas (ex.: Dunga, Emerson Leão). Futebolistas aposentados muitas vezes também assumem outras funções técnicas e administrativas, nos clubes ou empresas (ex.: Clemer, preparador de goleiros do Internacional), e até comentaristas de programas esportivos (ex: Denílson e Neto). Há exemplos também de ex-jogadores que viraram políticos (ex.: Romário e Danrlei, ).

## Jogadores falecidos
- Pavão: 1947–1973
- Andrés Escobar: 1967–1994
- Marc-Vivien Foé: 1975–2003
- Serginho: 1974–2004
- Miklós Fehér: 1979–2004
- Alex Miranda: 1980–2007
- Alemão: 1984–2007
- Antonio Puerta: 1984–2007
- François Sterchele: 1982–2008
- Fernando Cornejo: 1969–2009
- Cláudio Milar: 1974–2009
- Robert Enke: 1977–2009
- Régis Gouveia Alves: 1980–2009
- Daniel Jarque: 1983–2009
- Paulo Ramos: 1985–2009
- William Morais: 1991–2011
- Piermario Morosini: 1986–2012
- Christian Benítez: 1985–2013
- Ivan Turina: 1980–2013

## Posições em campo
Apenas onze futebolistas podem atuar ao mesmo por cada um dos dois times que estão em campo. Portanto, cada jogador tem sua própria função para com a equipe. Apenas um tem a premissa de tocar a bola com as mãos, o goleiro. Os outros dez jogadores são divididos nas áreas do campo conforme estabelecido no esquema tático, isto é, defesa, meio-campo e ataque. Na primeira possibilidade, o futebolista pode atuar como lateral, zagueiro ou líbero. No meio-campo, as posições são volante, ala e meia-armador. Os atacantes, centroavantes e pontas completam as possibilidades do time no ataque.
Em caso de não escalação, o futebolista pode ser designado para ser suplente no banco de reservas. Pelas regras do futebol, até três atletas podem ser colocados em jogo durante a partida. O número máximo de futebolistas no banco de reservas é de sete, em partidas oficiais.

## Organizações trabalhistas
Como a maioria das profissões, os futebolistas também gozam de um sindicato para assistir a suas reivindicações. No Brasil, o primeiro sindicato dos jogadores de futebol foi criado em 30 de junho de 1939, no Rio de Janeiro. Já em Portugal, o Sindicato dos Jogadores Profissionais de Futebol, constituído aos 23 de fevereiro de 1972, é órgão responsável por tal função.
Fora do âmbito da luta sindical, a FIFPro é a principal organização em termos mundiais de apoio ao profissional do futebol. Criada em 1965, esta federação possui sede em Hoofddorp, nos Países Baixos, e conta, ao início de 2009, com 42 países-membros, nas principais nações praticantes do futebol, atuando no âmbito político, administrativo-organizacional e comercial, além de desenvolver congressos em diversas cidades.

## Agentes, empresários e procuradores
Os agentes, empresários ou procuradores de jogadores são pessoas a quem os futebolistas outorgam poderes. Esses profissionais são incumbidos de propiciarem as negociações referentes aos atletas que, individualmente, representam. Tratam sobre contratos, salários, transferências de clube, premiações etc. A maioria recebe parcelas das negociações como fonte de subsistência.